# ステリオス・マレザス
ステリオス・マレザス（Stelios Malezas、1985年3月11日 - ）は、ギリシャの元サッカー選手。元ギリシャ代表。ポジションはディフェンダー。

## 経歴
2010 FIFAワールドカップに臨むギリシャ代表のメンバーに選ばれたが出場機会は無かった。2011年11月にギリシャ代表デビュー。翌年のUEFA EURO 2012のメンバーにも選ばれた。ギリシャ代表で通算3試合に出場した。

## 代表歴

### 出場大会
- ギリシャ代表
  - 2010 FIFAワールドカップ

### 試合数
- 国際Aマッチ 3試合 0得点（2011年-2012年）[1]

| ギリシャ代表 | 国際Aマッチ | 国際Aマッチ |
| 年           | 出場        | 得点        |
| ------------ | ----------- | ----------- |
| 2011         | 1           | 0           |
| 2012         | 2           | 0           |
| 通算         | 3           | 0           |